# Gary Kurfirst
Gary Kurfirst (* 8. Juli 1947 in Forest Hills, Queens; † 13. Januar 2009 in Nassau, Bahamas) war ein US-amerikanischer Film- und Musikproduzent.

## Leben
Gary Kurfirst begann schon in seiner Schulzeit mit der Organisation von Musikauftritten. 1968 organisierte er das New York Rock Festival, welches 18.000 Besucher anzog und bei dem unter anderem The Doors, Jimi Hendrix und Janis Joplin auftraten. Er war unter anderem Manager von Blondie, Talking Heads und der Eurythmics.
Kurfirst produzierte vier Filme, darunter Stop Making Sense von Jonathan Demme und We’re Outta Here!, eine Dokumentation über die Ramones. Er wurde zweifach bei den Independent Spirit Awards nominiert.

## Filmografie
- 1984: Stop Making Sense
- 1986: True Stories
- 1987: Siesta
- 1997: We’re Outta Here!

## Auszeichnungen
- 1987: Independent-Spirit-Awards-Nominierung für True Stories
- 1988: Independent-Spirit-Awards-Nominierung für Siesta